# 武漢グリーンランドセンター
武漢緑地中心（ぶかんりょくちちゅうしん、中国語:武漢緑地中心 英語:Wuhan Greenland Center）は、中国湖北省武漢市武昌区で建設が進められている超高層ビルである。英訳から武漢グリーンランドセンターとも表記される。

## 概要
上海市の不動産大手企業・緑地集団が武昌車両基地跡地に建設を進めている。設計はブルジュ・ハリファの設計も担当したエイドリアン・スミス、構造設計はペトロナスツインタワーや台北101などの実績を持つソーントン・トマセッティが担当する。
2010年12月8日に着工。2022年に完成。
当初計画では高さ606m、地上119階建となる予定であったが、上海中心（2015年竣工予定、高さ632m）を抜いて中国で最も高い高層ビルとなることを目指し、設計を変更してさらに高さを伸ばす計画も浮上している。2016年12月30日には建設中の高さが439メートルに達し、高さ438メートルの武漢センターを抜いて武漢市で一番高い建築物となった。しかし翌2017年1月、武漢市は建設を差し止めさせた。武漢中心部の超高層ビルが武漢天河国際空港に離着陸する航空機の妨げになる恐れが生じたためであり、翌2018年夏には高さ500メートルを超えてはならないという建築制限がかけられた。その後の頂上部の設計見直しにより、最終的な高さは475メートルとなる見込みである。